# Chat sauvage de la Caspienne
Felis silvestris caudata
Sous-espèce
Le chat sauvage de la Caspienne (Felis silvestris caudata) est une sous-espèce de chat sauvage d'Asie appartenant à la famille des Félidés.
Ce chat est l'une des nombreuses sous-espèces de chats sauvages. Il habite aux abords de la mer Caspienne. Cette sous-espèce de Felis silvestris n'est pas reconnue par tous les auteurs, certains scientifiques pensent en effet que le chat sauvage de la Caspienne et le chat orné sont une seule et unique sous-espèce de chat sauvage.